# Слатін Ілля Ілліч
Ілля́ Іллі́ч Сла́тін (19 липня 1845, Бєлгород — 13 квітня 1931, Харків) — український музично-громадський діяч, піаніст, педагог і диригент.
Студіював у Петербурзі (1869 року закінчив Петербурзьку консерваторію) та Берліні. 1871 року виступав як диригент у Відні, Празі й Дрездені.
1871 року заснував у Харкові відділення Імператорського російського музичного товариства (ІРМТ), а 1 жовтня того ж року відкрив при ньому музичні класи. Протягом 1882—1883 року формувалася професійна база школи, яка передувала народженню Харківського музичного училища, директором якого одноголосно був обраний І. І. Слатін і перебував на цій посаді 49 років (1883—1921).
У 1887 Петербурзьке відділення Російського музичного товариства обрало його почесним членом.
У 1917 на базі Харківського музичного училища створив Харківську консерваторію) і був її директором (до 1921).
На основі створеного ним симфонічного оркестру 1919 року було організовано симфонічний оркестр Харківської філармонії.
З ним виступали М. Іпполітов-Іванов, Антон і Рубінштейни, С. Танєєв, П. Чайковський (був в дружбі і листуванні з П. І. Чайковським).